# Leucopeza
Leucopeza is een geslacht van zangvogels uit de familie Amerikaanse zangers (Parulidae). Er is één soort:
- Leucopeza semperi – Sempers zanger